# Nestinari-Nunatakker
Nestinari-Nunatakker (bulgarisch Нестинарски нунатаци Nestinarski nunatazi; englisch Nestinari Nunataks) sind zwei Nunatakker, 470 m und 520 m hoch, auf der Livingston-Insel im Archipel der Südlichen Shetlandinseln. Sie ragen 3,8 km ostsüdöstlich des Kuzman Knoll, 1 km nordwestlich des Plana Peak, 2,5 km nordnordöstlich des Levski Peak und 1,5 km ostnordöstlich des Ravda Peak inmitten des Huron-Gletschers auf.
Bulgarische Wissenschaftler kartierten sie zwischen 2004 und 2005 im Zuge der Vermessung der Tangra Mountains. Die bulgarische Kommission für Antarktische Geographische Namen benannte sie 2005 nach  Nestinarstwo, einem traditionellen Feuerlauf in Bulgarien.